# 廣文館
广文馆，中国唐宋时期的国子监属学校。
广文馆是唐朝国家设置的贵胄学校，具大学性质，国子监所属七学、三馆之一。唐玄宗天宝九载（750年）七月在国子监设置广文馆，为国子六学之一。开始是临时设置。学馆仅设馆主，无其他教职员，有学生三十人。后来领附监修进士业者，设博士四人、助教二人等官。掌领以报考进士为专业的国子学生，学生六十人。主要教学生进士科目。遇科场年，即补试生员。安史之乱后，学校罢废，生徒流散。唐代宗时，定生员为十人。
北宋初年广文馆，仍隶国子监，属短期训练班或讲习班性质。学习不分学期，入学资格也没有限制，四方游士来京师参加科举考试或考试落第之人，都可入馆听讲。补中广文馆生，得投牒就试国子监。宋哲宗元祐七年（1092年），广文馆学生达到二千四百多人。绍圣元年（1094年）废除。明清以广文为儒学教官的泛称。